# Emmelina monodactyla

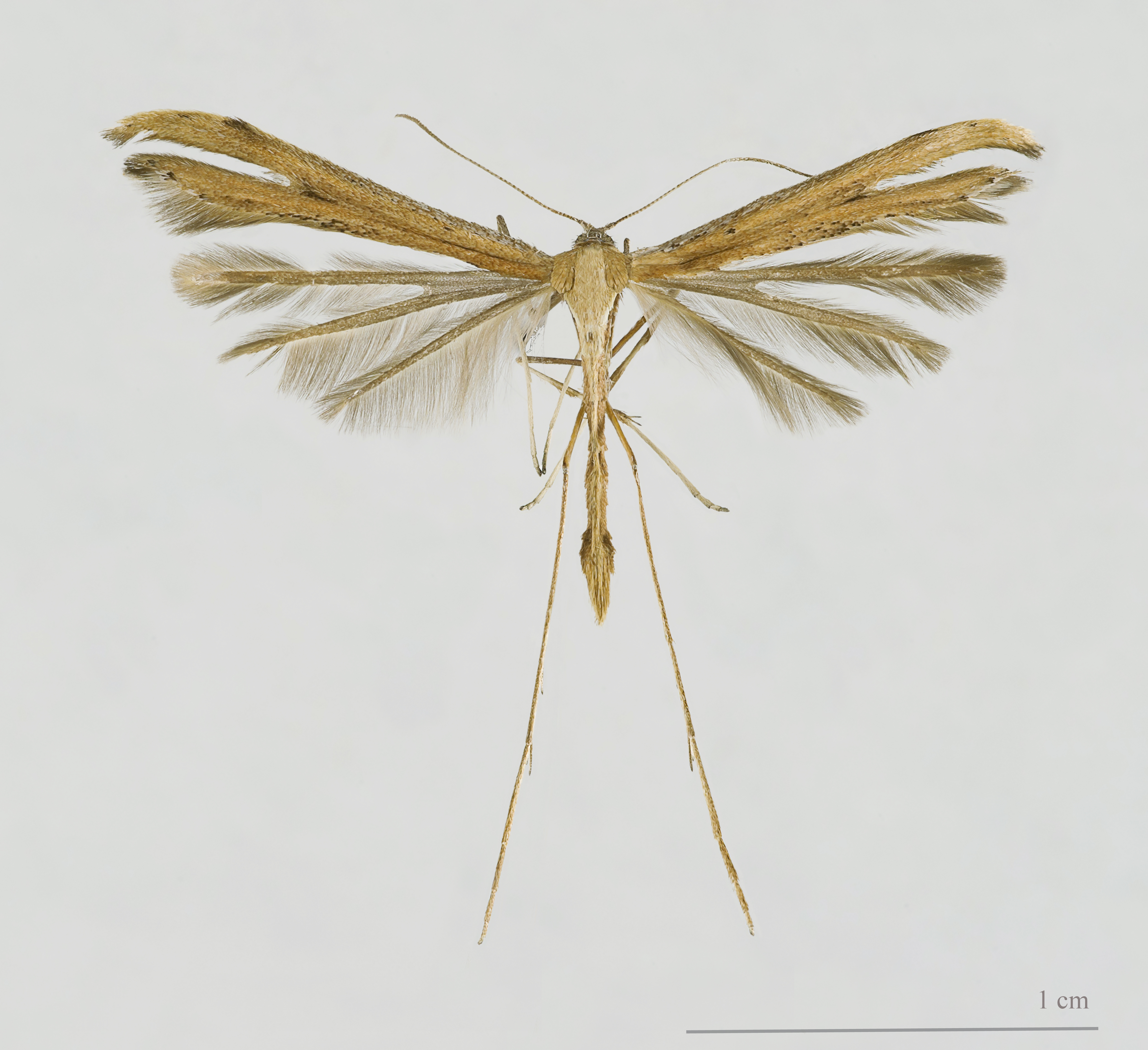
Emmelina monodactyla, Präparat

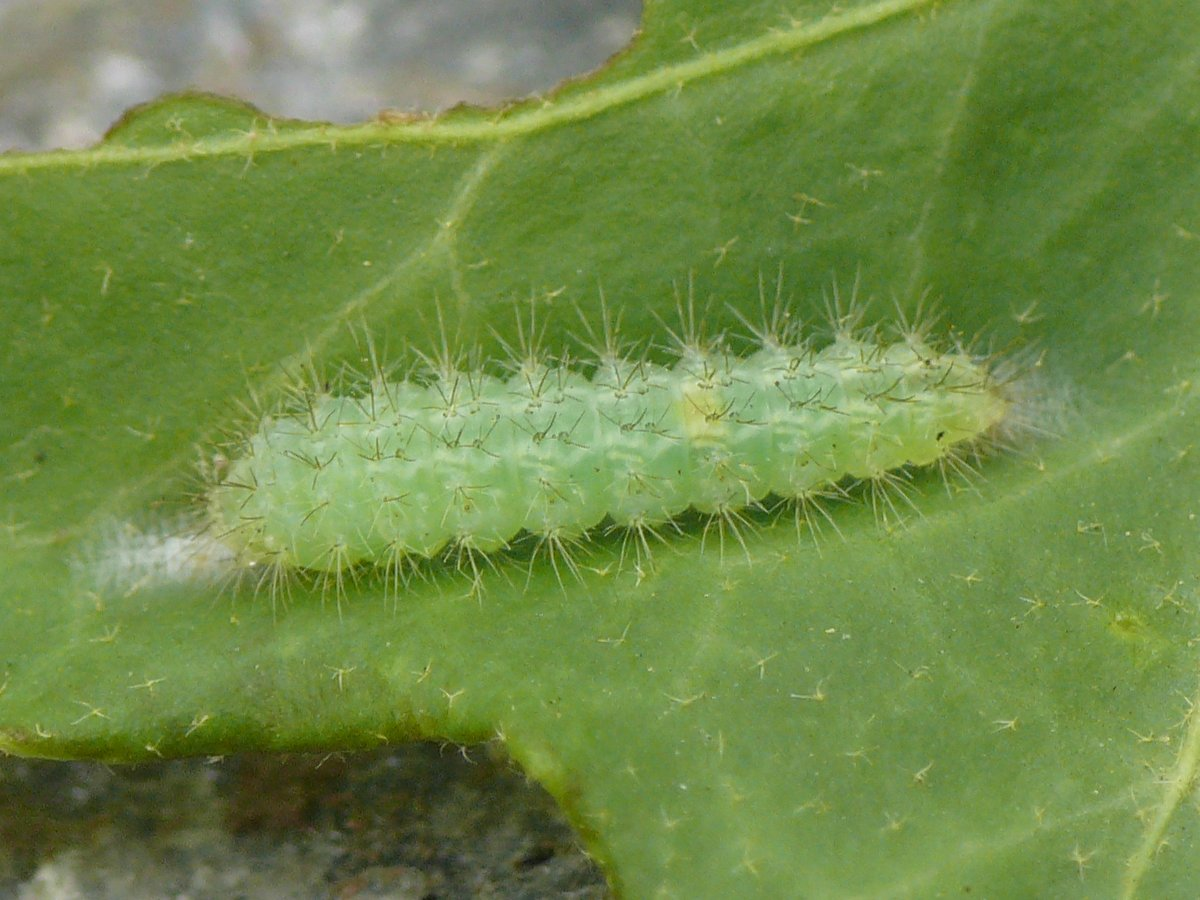
Präpuppe von Emmelina monodactyla an Efeu

Emmelina monodactyla, auch fälschlicherweise Windengeistchen oder Ackerwinden-Federmotte genannt, ist eine weit verbreitete Art aus der Familie der Federmotten (Pterophoridae).

## Merkmale
Die Falter sind blass rostbraun gefärbt und erreichen eine Flügelspannweite von 18 bis 27 Millimetern. Die Vorderflügel sind bis zu einem Drittel gespalten. Sie tragen einen kleinen, dunkelbraunen, länglichen Fleck nahe der Basis der Flügelspitze. Der Flügelvorderrand des ersten Flügellappens trägt einen kleinen schwarzen Punkt, zwei weitere deutliche Punkte befinden sich an der Flügelspitze und am Hinterrand des ersten Flügellappens. Am Außenrand des zweiten Flügellappens befinden sich drei schwarze Punkte in der Nähe des Analbereiches, an der Flügelspitze und in der Mitte. Die Färbung der Falter ist sehr variabel und reicht von schmutzigweiß mit undeutlicher Zeichnung bis zu einem kräftigen Rostbraun. Auch die Musterung ist unterschiedlich stark ausgeprägt und variiert deutlich in ihrer Größe. Die Palpen sind klein und aufgestellt und das zweite und dritte Abdominalsegment ist gestreckt. Beim proximalen Spornpaar ist der seitlich abstehende Sporn nur halb so lang wie der nachfolgende. Die Adern R2 und R3 der Vorderflügel sind verschmolzen, M3 und Cu1 sind gestielt. Die Seiten weisen ein braunes Muster auf, und auf der Oberseite des schmalen langen Abdomens sind ebenfalls kleine schwarze Flecken in einer Reihe angeordnet zu finden.
Die Raupen sind grünlichgelb und haben auf dem Rücken ein breites grünes Band, in dessen Mitte sich eine schmale unterbrochene gelbe Linie befindet. Die Pinaculae sind entweder schwarz oder wie die benachbarte Raupenhaut gefärbt. Einige Exemplare können auch eine weinrote Rückenzeichnung besitzen.
Die Färbung der Puppen reicht von grün bis rotbraun, manchmal besitzen sie eine schwarze Zeichnung.

### Ähnliche Arten
Die Raupen von Emmelina monodactyla findet man oft mit denen von Pterophorus pentadactyla vergesellschaftet, diese besitzen allerdings eine breite dunkle Rückenlinie und sind deutlich kürzer behaart.

## Verbreitung
Emmelina monodactyla besitzt in der Paläarktis ein großes Verbreitungsgebiet, es reicht im Westen von den Azoren und Island über den europäischen Kontinent und Nordafrika bis nach Asien (China, Philippinen). In der Afrotropis findet man die Art in Kenia, in der Nearktis in Kanada und den Vereinigten Staaten, in der Neotropis in Venezuela und Mexiko. Die Falter kommen in allen Habitaten vor, in denen die Nahrungspflanzen wachsen.

## Lebensweise
Die Larven von Emmelina monodactyla leben polyphag an folgenden Pflanzen, wobei Arten aus den Gattungen Convolvulus und Calystegia bevorzugt werden: Acker-Winde (Convolvulus arvensis), Convolvulus microphyllus, Convolvulus cantabrica, Eibischblättrige Winde (Convolvulus althaeoides), Convolvulus floridus, Convolvulus subacaulis, Echte Zaunwinde (Calystegia sepium), Calystegia soldanella, Calystegia spithamaea, Gänsefüße (Chenopodium), Melden (Atriplex), Ipomoea purpurea, Süßkartoffel (Ipomoea batatas), Ipomoea hispida, Ipomoea niger (?), Gemeiner Stechapfel Datura stramonium.
Die Raupen werden von Raupenfliegen (Tachinidae; Oxynops anthracinus), Schlupfwespen (Ichneumonidae;  Phaeogenes vincibilis) und Brackwespen (Braconidae, Cotesia, Apanteles lacteicolor) parasitiert.
Die Falter überwintern und sind schon zeitig im Jahr anzutreffen.

### Flugzeit
Die Falter fliegen während des gesamten Jahres. Aus Europa ist bekannt, dass die Larven in zwei überlappenden Generationen von Mai bis September leben. Die Falter sind dämmerungs- und nachtaktiv und werden vom Licht angelockt.

## Systematik
Emmelina monodactyla ist die Typusart der Gattung Emmelina, die von Linné 1758 ursprünglich als Phalaena Alucita monodactyla bezeichnet wurde.

### Synonyme
Folgende Synonyme sind aus der Literatur bekannt:
- Phalaena Alucita monodactyla Linnaeus, 1758
- Phalaena bidactyla Hochenwarth, 1785
- Alucita pterodactyla Hübner, [1805]
- Pterophorus flaveodactylus Amary, 1840
- Pterophorus cineridactylus Fitch, 1855
- Pterophorus naevosidactylus Fitch, 1855
- Pterophorus impersonalis Walker, 1864
- Pterophorus pergracilidactylus Packard, 1873
- Pterophorus barberi Dyar, 1903
- Pterophorus pictipennis Grinnell, 1908
- Pterophorus monodactylus f. rufa Dufrane, 1960